# Jan Aleksander Karłowicz

Herb Ostoja, którym posługiwała się rodzina Karłowicza

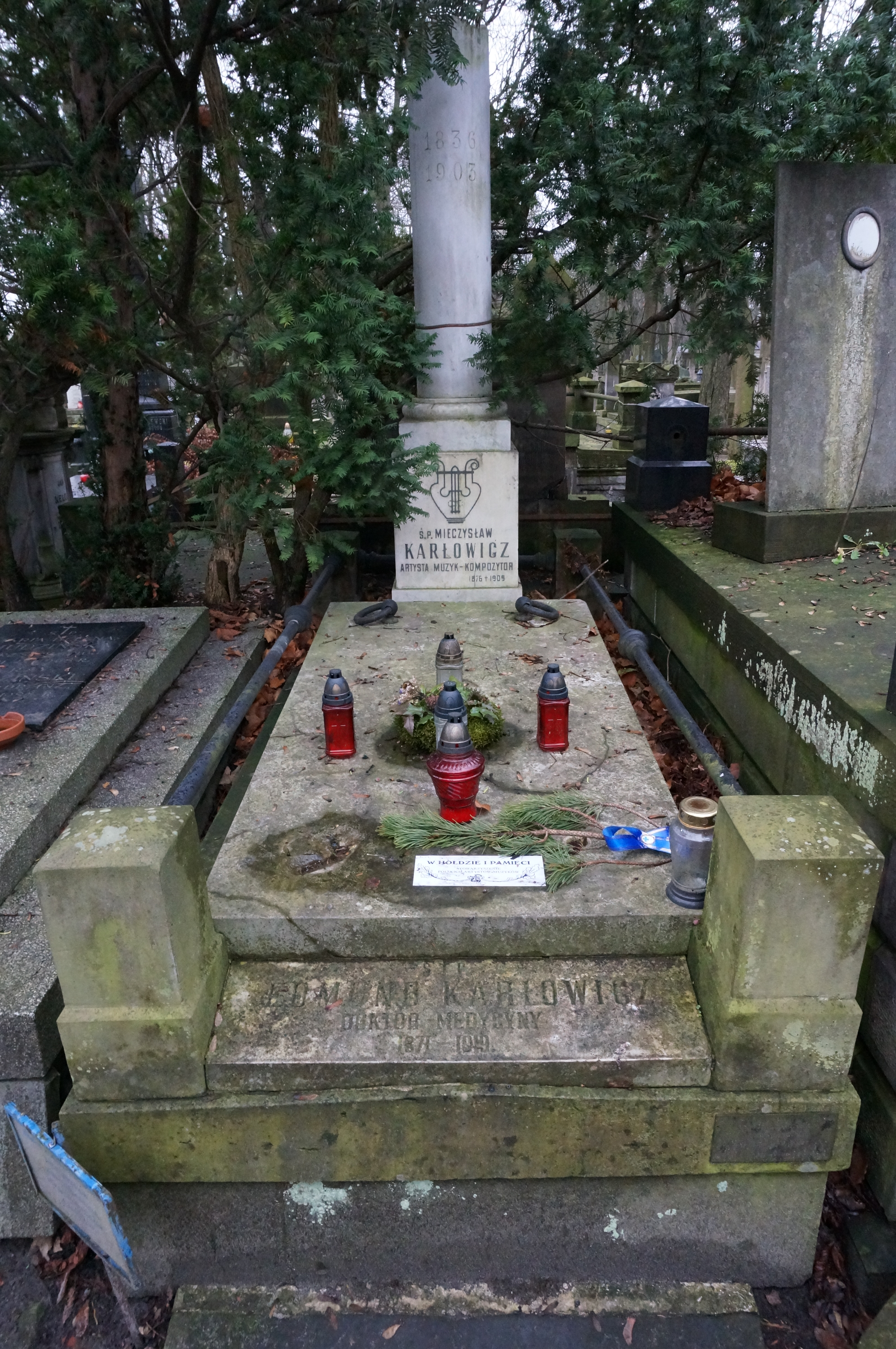
Grób Jana Aleksandra Karłowicza na cmentarzu Powązkowskim

Jan Aleksander Ludwik Karłowicz herbu Ostoja (ur. 28 maja 1836 w Subortowiczach, zm. 14 czerwca 1903 w Warszawie) – polski etnograf, muzykolog, językoznawca, folklorysta, członek Akademii Umiejętności, członek honorowy Towarzystwa Muzeum Narodowego Polskiego w Rapperswilu od 1890 roku.

## Życiorys
Pochodził z rodziny szlacheckiej, był synem Aleksandra Karłowicza i Antoniny z domu Mołochowiec. Uczęszczał do gimnazjum w Wilnie (1847–1852), następnie na uniwersytecie w Moskwie studiował filologię i historię (1853–1857). W latach 1857–1859 uzupełniał wykształcenie w College de France w Paryżu i w Heidelbergu; problematykę teorii i historii muzyki zgłębiał w Konserwatorium Muzycznym w Brukseli (1859–1860), studiował ponadto historię i filozofię na uniwersytecie w Berlinie (1865–1866), m.in. u Leopolda Rankego. Na uczelni berlińskiej obronił w 1866 r. doktorat na podstawie pracy De Boleslai Primi bello Kioviensi. Rok później przedstawił rozprawę habilitacyjną Don Karlos, królewicz hiszpański. Szkic biograficzno-historyczny w Szkole Głównej Warszawskiej, ale nie uzyskał habilitacji.
Przez pewien czas pracował jako kancelista Sądu Powiatowego w Wilnie (1862). W 1865 roku wziął ślub z Ireną, córką Edmunda Sulistrowskiego (ur. 1814, zm. 1871). Małżeństwo zamieszkało w dobrach Karłowicza w Podzitwie, po śmierci Edmunda przenieśli się do majątku Wiszniewo. Z małżeństwa z Ireną Sulistrowską miał czworo dzieci, m.in. syna Mieczysława, wybitnego kompozytora, taternika, oraz dwie córki, Janinę, nauczycielkę i Wandę (jej mężem został Zygmunt Wasilewski, krytyk literacki, działacz polityczny, senator RP)
W 1871 był krótko pracownikiem naukowym warszawskiego Konserwatorium Muzycznego. Na Litwie działał na rzecz tworzenia instytucji samopomocy społecznej na wsi, wspólnie z Konstantym Skirmuntem prowadził Bank Włościański w Szemetowszczyźnie. W 1876 odbył podróż do Filadelfii. W 1882 uznał, iż nie może na Litwie prowadzić działalności naukowej (planował zająć się słownikiem języka polskiego) i sprzedał Wiszniewo hrabiemu Butenejow-Chreptowiczowi, co w czasach rusyfikacji poczytano mu za zdradę. Wraz z rodziną przeprowadził się do Heidelbergu, Drezna, Pragi, na koniec do Warszawy. Ze sobą woził ogromny księgozbiór (cztery tysiące pozycji). Od 1899 prowadził wykłady z etnografii na Kursie Pedagogicznym w Warszawie.

## Działalność naukowa
Od 1887 był członkiem korespondentem Akademii Umiejętności w Krakowie. Należał również m.in. do Poznańskiego Towarzystwa Przyjaciół Nauk (1872 członek korespondent), Societe des Traditions Populaires w Paryżu (1880), Litewskiego Towarzystwa Literackiego (1881), Towarzystwa Ludoznawczego we Lwowie (1895 założyciel, później członek honorowy), Towarzystwa Przyrodników im. Mikołaja Kopernika, American Folklore Society, Folklore Society w Londynie, Akademii Nauk i Sztuk Pięknych w Zagrzebiu, Towarzystwa Ludoznawczego w Pradze. Honorowe członkostwo nadało mu Warszawskie Towarzystwo Śpiewacze „Lutnia”. W Warszawskim Towarzystwie Muzycznym zakładał Sekcje im. Stanisława Moniuszki (1891) i im. Fryderyka Chopina (1899). W 1888 był jednym z współtwórców Muzeum Etnograficznego w Warszawie. Pełnił funkcję prezesa Kasy Literackiej w Warszawie.
Jego zainteresowania naukowe obejmowały folklor literacki, etnografię muzyczną, język polski, religioznawstwo, językoznawstwo porównawcze, lituanistykę, krajoznawstwo, notacje muzyczne. Wspólnie z Adamem Antonim Kryńskim i Władysławem Niedźwiedzkim opracował najobszerniejszy (do połowy XX wieku) Słownik języka polskiego (1900–1927, 8 tomów), obejmujący ok. 280 tysięcy haseł. Prowadził badania porównawcze nad podaniami polskimi, wykazał czeskie pochodzenie legendy o Piaście. Badał pochodzenie imion oraz proces ich przekształcania się w nazwiska i nazwy miejscowości, wyjaśnił etymologię słowa „Polska”. Opisał wiele nieznanych ludowych instrumentów muzycznych oraz przedstawił opis budowy dawnej polskiej chaty chłopskiej. Zaproponował oryginalny sposób znakowania nut (Project of a New Way of Writing Musical Notes, 1876).
Współpracował z miesięcznikiem geograficzno-etnograficznym „Wisła” (1897–1899), wspólnie z A. A. Kryńskim założył „Prace Filologiczne” (1884). Utrzymywał bliskie kontakty naukowe m.in. z Hieronimem Łopacińskim, Zygmuntem Glogerem, Oskarem Kolbergiem, także z Elizą Orzeszkową. Jedną z jego studentek była Natalia Gąsiorowska.
Był także encyklopedystą. Na prośbę Zygmunta Glogera napisał do jego Encyklopedii staropolskiej hasło Miesiące. Jego nazwisko jako współtwórcę tej encyklopedii wymienia autor w posłowiu tomu IV .
Ogłosił kilka przekładów (m.in. Zasady etyki Herberta Spencera) oraz wiele własnych prac naukowych, m.in.:
- O Żydzie wiecznym tułaczu (1873)
- O języku litewskim (1875)
- Piękna meluzyna i królewna Wanda (1876)
- Słoworód ludowy (1878)
- Przyczynek do zbioru przysłów, piosenek, ucinków i przypowieści od nazw rodowych i miejscowych (1879)
- Przysłowia od nazwisk (1879)
- O imieniu Polaków i Polski (1881)
- Die Mythen, Sagen und Legenden der Zamaiten (1883, 2 tomy)
- Chata polska (1884)
- Systematyka pieśni ludu polskiego (1885)
- Słownik wyrazów obcego a mniej jasnego pochodzenia (1894–1905, 3 zeszyty; 1898 nagroda Akademii Umiejętności w Krakowie)
- Słownik gwar polskich (1900–1911, 6 tomów)
- Lud. Rys ludoznawstwa polskiego (1903)

Spoczywa na cmentarzu Powązkowskim w Warszawie (kwatera 33-4-24).

### Prace Jana Karłowicza dostępne online
- Dzieje stosunku wiary do rozumu, Kraków 1903
- Słownik gwar polskich, T. 1–6, Kraków 1900–1911
- Słownik języka polskiego, red. Jan Karłowicz, Adam Kryński, Władysław Niedźwiedzki, T. 1–8, Warszawa 1900–1927
- Słownik wyrazow obcego a mniej jasnego pochodzenia: używanych w języku polskim (A–M) Kraków 1894–1905
- Słoworód ludowy Kraków 1878
- Chata polska, Warszawa 1884
- Podania i bajki ludowe zebrane na Litwie, Kraków 1887
- Imiona własne polskich miejsc i ludzi od zatrudnień, Warszawa 1887
- Gwara kaszubska, Warszawa 1898